# Xinu
Xinuは、1980年代にパデュー大学でダグラス・カマーが教育目的で開発した組み込みオペレーティングシステム (OS)。その名称は "Xinu Is Not Unix" の再帰的頭字語であると同時に、UNIXの逆さ読みでもある。DECのPDP-11、LSI-11、VAXシステム、サン・マイクロシステムズのSun-2、Sun-3、x86、PowerPC G3、MIPSなど、様々なハードウェアプラットフォームに移植されている。
なお、mtXinu（VAX用などのBSDの商用ライセンス版を販売していた企業およびそのOS）とは無関係である。